# آلسیا چارنیوفسکایا
آلسیا چارنیوفسکایا (انگلیسی:Alesiya Charnyovskaya؛ متولد ۲۳ ژانویه ۱۹۷۸) یک تکواندوکار بلاروسی است.